# 테르모디스쿠스속
테르모디스쿠스속은 데술푸로콕쿠스과의 한 속이다.